# 1076 до н. е.

## Події
- Ассирія: цар Ашаред-апал-Екур сходить на трон.

### Астрономічні явища
- 27 квітня. Часткове сонячне затемнення.[1]
- 22 жовтня. Часткове сонячне затемнення.[1]

## Померли
- можливо Ді Ї, правитель Китаю з династії Шан
- Тукульті-апал-Ешарра I, цар Ассирії